# Pike Creek Valley
Pike Creek Valley è un census-designated place degli Stati Uniti d'America situato nella contea di New Castle dello Stato del Delaware. La popolazione era di 11,217 persone al censimento del 2010.